# Gudja United FC
Gudja United FC is een Maltese voetbalclub uit Gudja.
De club werd in 1945 opgericht en speelt sinds het seizoen 1949/50 in de competities van de Maltese voetbalbond. In 1974 kwam de club voor het eerst in de First Division. Ook in 1983, 1992 en 2005 promoveerde Gudja naar dit niveau, in 2005 als kampioen. Tussen 2010 en 2012 pendelde de club jaarlijks tussen de Second en First Division waarna Gudja tot 2016 in de First Divison bleef. In 2018 keerde de club als kampioen wederom terug in de First Division en in 2019 promoveerde Gudja voor het eerst naar de Premier League. In seizoen 2023/2024 wist Gudja geen enkele wedstrijd te winnen, en eindigde het op de laatste plaats. Hierdoor degradeerde club terug naar de First Division.
Fgura United · 
Gudja United FC ·
Lija Athletic · 
Marsa FC ·
Mgarr United FC · 
Mtarfa FC ·
Pietà Hotspurs · 
St. Lucia · 
Senglea Athletic FC ·
Sirens FC ·
St. Andrews ·
Swieqi United ·
Tarxien Rainbows ·
Valletta FC ·
Żebbuġ Rangers ·
Zurrieq FC